# 马兜铃目
马兜铃目（學名：Aristolochiales）在生物分类学上是双子叶植物纲中的一个目。在克朗奎斯特分类法等旧分类法中，此目只包含唯一一科——马兜铃科 （Aristolochiaceae），而较新的APG 分类法和APG II 分类法已撤销这个目，将马兜铃科并入胡椒目。